# Tambourine Dance by Annabelle
Tambourine Dance by Annabelle é um filme mudo estadunidense de curta metragem em preto e branco, lançado em 1896, dirigido e produzido por William K.L. Dickson. Foi estrelado pela atriz e dançarina Annabelle Moore. Ao contrário dos filmes anteriores protagonizados por Annabelle e dirigidos por Dickson, que foram feitos para o Edison Studios, este foi realizado pela American Mutoscope Company (posteriormente Biograph Company), fundada pelo diretor em conjunto com Harry Marvin em 1895 para realizar filmes por meio do Mutoscópio (dai a origem de seu nome), rivalizando com o Cinetoscópio usado nas produções de Thomas Edison.

## Situação atual
De acordo com o site SilentEra, especializado em filmes das primeiras décadas do cinema, seu status atual é considerado desconhecido.

## Elenco
- Annabelle Moore ... Ela mesma (performance solo)